# Міст Мучеників 15 липня
Пе́рший Босфо́рський міст (тур. Boğaziçi Köprüsü або 1. Boğaziçi Köprüsü) — підвісний міст через протоку Босфор у Стамбулі, Туреччина. Збудований у 1973 році.
Міст сполучає історичний район Ортакьой у Бешикташ (Фракія) з Бейлербеї в Ускюдарі (Анатолія). Загальна його довжина — 1510 м, довжина головного прогону — 1074 м. Висота мосту — 64 м.
Має по три смуги для автомобільного руху, по одній додатковій смузі для руху аварійних служб та по одній пішохідній доріжці в обох напрямках. Переїзд через міст є платним. Щодня мостом в обидва боки користуються близько 180 000 транспортних засобів. Пішохідний рух заборонений.
Північніше від нього знаходяться міст Султана Мехмеда Фатіха (за 5 км) та міст Султан Селім Явуз (практично в гирлі Босфору).